# Síndrome de Alstrom
A Síndrome de Alström é uma enfermidade hereditária extremamente rara
, caracterizada por cegueira progressiva, diabetes mellitus na juventude, obesidade e surdez, sem deficiência mental (alguns distúrbios psicomotores foram observados, mas consistem apenas em 25% dos casos já relatados).
Foi descrita por primeira vez, em 1959, por Carl Henry Alström e Bertil Hallgren, tendo sido publicados na literatura médica ao redor de 120 casos, a maioria deles localizados em países industrializados. Tem aparecido com maior freqüência na Holanda e na Suécia.
Clinicamente a síndrome de Alström pode ser bem caracterizada, porque os sintomas tendem a aparecer em uma determinada ordem. 

## Sintomas
Os sintomas estão relacionados com alterações visuais que podem apresentar-se entre a primeira e a terceira semana de vida. As alterações visuais consistem em uma distrofia (alteração do volume/peso do órgão) de cones (foto-receptores da retina - capa interna do olho - que nos permitem a visão diurna e de cores), de espasmos dos músculos do olho que produzem movimentos oculares rápidos e involuntários), de fotofobia (sensibilidade anormal à luz) e afetação progressiva da visão central e periférica, que pode evoluir para uma cegueira total em torno dos 7 anos de idade - apesar de ser possível manter a visão residual até aproximadamente os 25 anos (devido a lesão espasmódica nos nervos ópticos, acabam por comprometer a integridade da retina, e assim, atrofia no cristalino e nervos periféricos, gerando degradação percentual 10%-100%/ano)
A obesidade moderada pode começar no primeiro ou no segundo ano, mas há casos que começam a apresentar obesidade na adolescência. Não existem dados que comprovem a relação da síndrome com o hipotireoidismo e deficiências hormonais, logo, associa-se à condição ao Diabetes Mellitus.
A surdez neurosensorial progressiva inicia-se em geral entre os 4 e 8 anos de idade. O diagnóstico dessa enfermidade é fundamentalmente clínico, não existindo provas diagnósticas complementares características.

## Tratamento
O objetivo do seu tratamento é corrigir ou aliviar alguns dos sintomas que surgem e o controle do diabetes mellitus, por meio de dieta e exercícios, com ou sem medicação antidiabética. O uso de aparelhos auditivos pode ajudar a enfrentar a perda auditiva. 
Para um tratamento adequado desses pacientes é preciso um enfoque interdisciplinar contando com médicos oftalmologistas e endocrinologistas, com terapeutas ocupacionais, psicólogos, enfermeiras, assistentes sociais, etc. 